# Haematopus
Els hematopòdids són una família d'ocells de l'ordre dels caradriformes que només comprèn el gènere Haematopus, dividit en 11 espècies vivents. La garsa de mar n'és l'únic representant als Països Catalans.

## Morfologia
- Tenen formes massisses.
- Fan entre 40 i 51 cm de llargària.
- Bec llarg comprimit.
- Tres dits a cada pota, amb una membrana rudimentària entre el del mig i l'extern.
- El plomatge és negre o blanc i negre.
- Coll curt.
- Cua curta.
- No presenten dimorfisme sexual.

## Alimentació
Mengen mol·luscs bivalves, cucs i petits crustacis marins.

## Hàbitat
Viuen a les costes però també hom els pot trobar a l'interior d'Euràsia i de Nova Zelanda.

## Distribució geogràfica
Es troben a les costes de tota la Terra (tret de les regions polars).

## Taxonomia
Depenent autors s'han descrit 10 o 12 espècies dins aquesta família:
|                                    |                                                    |                        |  |
| Nom comú                           | Nom binomial                                       | Imatge                 |  |
| Garsa de mar de Magallanes         | Haematopus leucopodus                              | Haematopus leucopodus  |  |
| Garsa de mar negra americana       | Haematopus ater                                    | Haematopus ater        |  |
| Garsa de mar negra nord-americana  | Haematopus bachmani o Haematopus ater bachmani     | Haematopus bachmani    |  |
| Garsa de mar americana             | Haematopus palliatus                               | Garsa de mar americana |  |
| Garsa de mar negra de les Canàries | Haematopus meadewaldoi †                           | Garsa de mar canària   |  |
| Garsa de mar negra africana        | Haematopus moquini                                 | Haematopus moquini     |  |
| Garsa de mar eurasiàtica           | Haematopus ostralegus                              | Garsa de mar           |  |
| Garsa de mar becllarga             | Haematopus longirostris                            | Garsa de mar becllarga |  |
|                                    | Haematopus finschi o Haematopus ostralegus finschi | Haematopus finschi     |  |
| Garsa de mar de les Chatham        | Haematopus chathamensis                            |                        |  |
| Garsa de mar variable              | Haematopus unicolor                                | Garsa de mar variable  |  |
| Garsa de mar australiana           | Haematopus fuliginosus                             | Haematopus fuliginosus |  |